# Emily Bölk
Emily Charlot Bölk, född 26 april 1998 i Buxtehude i Tyskland, är en tysk handbollsspelare. Hon tillhör Tysklands damlandslag i handboll. Hon har utsetts till årets handbollsspelare i Tyskland 2018, 2019 och 2023.

## Klubbkarriär

### Buxtehuder SV 2002-2018
Emily Bölk började träna med Buxtehuder SV:s minihandboll 2002.Under de följande åren spelade hon för flera ungdomslag i klubben, med vilka hon vann Hamburg-mästerskapet 2008, 2009, 2010 och 2012. Från sommaren 2012 gick Bölk ett år på Idrottshögskolan i Viborg, Danmark och spelade i den första danska divisionen på ungdomsnivå.
Bölk återvände till moderklubben Buxtehuder SV sommaren 2013, där hon spelade i både B-ungdom och A-ungdomslag säsongen 2013/2014. Bölk vann en bronsmedalj vid tyska mästerskapet för A-ungdom och kort därefter guldmedalj vid tyska mästerskapet med B-ungdom. Bölk tilldelades Erhard Wunderlich-priset 2014 som den bästa unga spelaren i Tyskland. Med laget för A-ungdom vann hon åter brons vid tyska mästerskapet 2015. Säsongen 2015/2016 tog sig Bölk och A-ungdomslaget återigen till ungdomsfinalen av det tyska mästerskapet. 2016 vann Bölk och Buxtehuder mästerskapet för A-ungdomar och Bölk utsågs till turneringens bästa spelare (Mest värdefulla spelare, MVP).
Bölk började spela i damlaget i Bundesliga då hon var sexton år säsongen 2014/15. Den 7 september 2014 gjorde hon Bundesligadebut mot HC Leipzig med fyra mål. I sin första europacupmatch 2014 mot VOC Amsterdam gjorde hon tio mål. 2015 vann hon tyska cupen med damlaget. Med Buxtehuder vann hon tyska cupen för andra gången 2017. För Buxtehuder spelade hon 99 matcher och noterades för 406 mål.

### Thüringer HC 2018-2020
Bölk flyttade till klubben Thüringer HC sommaren 2018. 2018 vann hon tyska Supercupen med Thüringer. 2018 spelade Bölk sin första match i EHF Champions League. Hon gjorde två mål då Thüringer förlorade hemma med 26 mot 28 till den kroatiska klubben ŽRK Podravka Koprivnica. Med Thüringer vann hon tyska cupen för tredje gången 2019. Säsongen 2018/2019 placerade hon sig på fjärde plats i Bundesligas skytteliga med 151 gjorda mål. Efter två år  i klubben flyttade Bölk till Ungern.

### Ferencváros Budapest 2020-
Bölk började spela för den ungerska klubben Ferencváros Budapest säsongen 2020. Med Ferencváros vann hon det ungerska mästerskapet sitt första spelår i klubben 2021. Bakom Angela Malestein som stod för 136 mål var Bölk näst mest framgångsrika målskytt i klubben med 124 mål. Året därpå vann Bölk den ungerska cupen med Ferencváros. I finalen gjorde hon fyra mål då Győri ETO KC besegrades med 26–22. 2023 försvarade hon och klubben framgångsrikt cuptiteln. Hon nådde också finalen i EHF Champions League med Ferencváros. I semifinalen mot Team Esbjerg strax före gjorde Bölk det trettionde målet i en 30–29-seger. 2024 vann Bölk sin tredje cup-titel i rad 2024. Hon vann också den ungerska mästerskapstiteln 2024.

## Landslag

### Ungdomslandslag
Bölk spelade för Hamburgs uttagna delstatslag från 2009. Hon tillhörde först truppen för laget av spelare födda 1997. 2011 deltog hon i EWE Cup med Hamburgslaget och vann cupen. Bölk valdes till All-Star-Team i denna cup. Bölk deltog sedan i tyska handbollsförbundets cup för delstatslag tre gånger med Hamburgs lag. Hon kom på en femteplats med 1996-laget år 2012. Hon kom på tredje plats med 1997-laget 2003 och vann cupen med 1998-laget 2014. När hon vann cupen 2014 nominerades hon till den nationella cupens all-star team. Den 9 februari 2013 spelade hon sin första landskamp för det tyska U17-landslaget mot Österrike. Sommaren 2013 deltog hon i U17-EM i Polen där det tyska laget kom på tionde plats. Ett år senare vann hon silvermedalj med Tyskland vid U18-VM i Makedonien. Bölk utsågs till den mest värdefulla spelaren efter turneringen. 2015 deltog hon i U19-EM i Spanien, där hon och Tyskland slogs ut efter huvudomgången.

### Damlandslaget
Emily Bölk debuterade för landslaget den 5 juni 2016 i en EM-kvalmatch mot Island. Bölk nominerades till en uttagning med landslaget i juli 2016 och deltog därför inte vid U20-VM i Ryssland. Europamästerskapet i handboll för damer 2016 i Sverige blev hennes mästerskapsdebut. Tyskland slutade som sexa.
Världsmästerskapet i handboll för damer 2017 spelades i Tyskland. Bölk var fotskadad. Först i den tredje matchen i gruppspelet mot Serbien kom hon in i truppen. Tyskland förlorade senare åttondelsfinalen. Totalt gjorde Bölk fem mål på fyra matcher i turneringen. 2018 blev hon placerad på 10:e plats vid EM i Frankrike. Bölk gjorde i denna turnering 20 mål på 6 matcher. Hon avslutade världsmästerskapet 2019 på åttonde plats. Bölks 37 mål räckte till en 24:e plats i skytteligan. Vid EM 2020 förlorade det tyska laget i huvudrundan en avgörande match mot Kroatien med 20:23 och missade semifinalspelet. I juni 2021 utsågs Bölk till lagkapten tillsammans med Alina Grijseels i landslaget av Henk Groener.
Vid VM 2021 nådde hon kvartsfinal med Tyskland men där besegrades man av värdnationen Spanien. Vid EM 2022, där hon blev näst mest framgångsrika tyska målskytten med 28 mål, slutade Tyskland sjua. I VM 2023 slutade Tyskland på en sjätte plats. 2024 spelade hon i Paris OS.

## Privatliv
Emily Bölks mamma Andrea Bölk och hennes pappa Matthias Bölk var båda handbollsspelare. Andrea Bölk tillhörde det tyska lag som vann VM 1993. Hennes mormor Inge Stein spelade i Östtysklands damlandslag i handboll, medan hennes farfar Klaus-Peter Stein var fotbollsspelare i DDR. Hennes yngre syster spelar också handboll.